# Осолник (Медводе)
Осолник (словен. Osolnik) — поселення в общині Медводе, Осреднєсловенський регіон, Словенія. 
Висота над рівнем моря: 800,5 м.